# Legio XXII Deiotariana
La Legio XXII Deiotariana ("di Deiotaro") fu una legione romana costituita nel 48 a.C. e probabilmente distrutta nel 132-135. Derivò il suo cognomen da Deiotaro, un re celta, ed ebbe un simbolo non noto, ma forse di origine gàlata.

## Storia
La legione fu costituita da Deiotaro, re della tribù celta dei Tolistobogii, che vissero in Galazia (moderna Turchia). Deiotaro fu alleato di Gneo Pompeo, che lo rese re di tutti i Celti di Asia minore, la Galazia, appunto. Deiotaro assoldò un esercito e lo addestrò con aiuto romano: nel 42 a.C. era costituita da 12000 fanti e 2000 cavalieri e organizzata in trenta coorti, equivalenti a circa tre legioni romane. Questo esercito sostenne le forze romane contro il re Mitridate VI del Ponto e contribuì alla vittoria romana nella terza guerra mitridatica.
Dopo una pesante sconfitta contro il re Farnace II del Ponto vicino Nicopoli, i soldati di Deiotaro formarono un'unica legione, che marciò a fianco di quelle di Gaio Giulio Cesare durante la sua vittoriosa campagna contro il Ponto, combattendo nella battaglia di Zela (47 a.C.).
Quando il regno gàlato fu annesso all'Impero romano, la legione Deiotariana fu inclusa tra quelle romane, in quanto aveva ricevuto una preparazione adeguata; essendo poi presenti già ventuno legioni, la Deiotariana divenne la XXII. Augusto inviò la Deiotariana a Nicopoli in Egitto, vicino ad Alessandria, dove condivise il campo con la III Cyrenaica: le due legioni ebbero il compito di difendere l'Egitto dalle minacce esterne, ma anche da quelle interne, dovute alla natura multi-etnica di Alessandria.
Nel 26 a.C. il prefetto d'Egitto Elio Gallo condusse una campagna contro i regni di Nubia e un'altra contro l'Arabia Felix (Yemen), ma dovette arrestarsi e tornare indietro (25 a.C.) a causa delle grosse perdite nelle truppe (romane, ebraiche e nabatee) dovute alla fame e alle malattie. Tali perdite si fecero sentire in occasione dell'attacco dei Nubiani del 23 a.C., che si diressero su Elefantina. Il nuovo prefetto, C. Petronio Ponzio, dopo aver bloccato i Nubiani con l'aiuto dei rinforzi, marciò lungo il Nilo fino alla capitale Napata, che saccheggiò nel 22 a.C. È probabile che la XXII, legione di stanza in Egitto, venisse impiegata in queste azioni.
Durante il regno di Nerone, i Romani combatterono una campagna (55-63 contro i Parti), i quali avevano invaso il regno di Armenia, alleato romano. Dopo aver conquistato l'Armenia (60) per poi riperderla (63), il legato di Siria Gneo Domizio Corbulone ricevette la Legio XV Apollinaris dalla Pannonia per rinforzare il suo contingente, composto dalle legioni III Gallica, V Macedonica, X Fretensis e XXII. Corbulone penetrò nel 63 nel dominio di Vologase I, forzando il sovrano parto a restituire il regno d'Armenia a Tiridate II.
Nel 66 alcuni giudei zeloti uccisero la guarnigione romana a Gerusalemme, dando inizio alla prima guerra giudaica. Dopo che il legato di Siria fu ignominosamente sconfitto, nel 67 Tito Flavio Vespasiano penetrò in Giudea con le legioni V Macedonica, X Fretensis, XV Apollinaris, una vexillatio di 1000 legionari della XXII, e 15.000 soldati degli alleati orientali e mise sotto assedio Gerusalemme. Durante l'anno dei quattro imperatori Vespasiano si candidò alla porpora, rimanendo alla fine l'unico contendente; la XXII scelse di appoggiare l'ascesa al trono del proprio comandante.
All'epoca di Traiano la XXII è ufficialmente nota come Deiotariana, il suo nome ufficioso sin dall'epoca di Claudio.
L'ultima citazione della XXII è del 119, mentre nel 145 non esisteva già più. Probabilmente fu distrutta durante la terza guerra giudaica (132–136).